# أريغارون مضغوط
أريغارون مضغوط (الاسم العلمي: Erigeron compactus) هو نوع من النباتات يتبع جنس الأريغارون من الفصيلة النجمية.